# Carlotta e Werther
Carlotta e Werther (o Carlotta e Verter) è un'opera in due atti di Carlo Coccia, su libretto di Gaetano Gasbarri. Fu rappresentata per la prima volta nell'autunno del 1814 al Teatro del Cocomero di Firenze.

## Cast della prima assoluta
Gli interpreti della prima rappresentazione furono:
| Personaggio | Interprete              |
| ----------- | ----------------------- |
| Alberto     | Giuliano Pucci          |
| Carlotta    | Francesca Riccardi-Paër |
| Werther     | Luigi Sirletti          |
| Giorgio     | Luigi Zamboni           |
| Ambrogio    | Stefano Valesi          |
| Paolina     | Giuseppina Arrighi      |

## Trama
L'azione si finge in un piccolo villaggio della Germania.

### Atto I
Alberto si è dovuto recare a Vienna, ed ha lasciato la moglie Carlotta e i piccoli figli in custodia all'amico Verter. Verter però si è innamorato di Carlotta ed è continuamente in procinto di partire per non doverle stare accanto, poi ogni volta cambia idea gettando nella confusione il servitore Ambrogio. Anche Giorgio, l'anziano precettore dei figli di Alberto, è innamorato di Carlotta, ma quando, tratto in ingannato da certe parole della cameriera Paolina, trova la forza di dichiararsi viene cacciato malamente. Carlotta, turbata dal sentimento che sente nascere per Verter, gli chiede di andarsene, e Verter le si inginocchia ai piedi chiedendole di avere pietà di lui. Proprio in quel momento ritorna Alberto, e Giorgio, ancora offeso, approfitta della situazione per far credere ad Alberto di essere tradito, nella speranza che Alberto gli affidi la custodia di Carlotta. Ma a poco a poco tutti capiscono il gioco di Giorgio e gli si rivoltano contro, suscitando dei dubbi anche in Alberto.

### Atto II
Tutta la servitù è ormai ostile a Giorgio, al quale solo Alberto continua a dare fiducia, chiedendogli di portare via Carlotta.
Per intercessione di Paolina, a Carlotta viene concesso di parlare con Alberto. Carlotta chiede di far venire i figli e il piccolo Giulietto racconta ad Alberto di avere sentito le profferte amorose che Giorgio rivolgeva alla madre. Alberto decide di rimandare la partenza e Giorgio, consapevole che le cose si stanno mettendo male, decide che l'indomani fuggirà.
Ambrogio ha scoperto che Verter pensa di suicidarsi con del vino avvelenato, e segretamente ha sostituito la bevanda gettando via quella col veleno. Verter chiama Giorgio e, sotto la minaccia di una pistola, lo costringe a scrivere una lettera in cui dichiara l'innocenza di Carlotta. Giorgio è spaventato e beve un po' del vino che Verter crede mortale: quando Verter glielo dice Giorgio si precipita terrorizzato a cercare aiuto. Tutti accorrono allo strepito e Ambrogio approfitta della situazione, suggerendo a Giorgio di dire la verità almeno in punto di morte, e solo dopo che Giorgio lo ha fatto gli rivela che il vino che ha bevuto era innocuo. Alberto si può così riconciliare con la moglie, Verter annuncia che partirà per non creare più problemi e Giorgio, additato come briccone e impostore, viene cacciato da tutti.

## Struttura musicale
- Sinfonia

### Atto I
- N. 1 - Introduzione Eccolo lì abbattuto (Paolina, Verter, Ambrogio)
- N. 2 - Cavatina di Giorgio Tutto è silenzio intorno
- N. 3 - Cavatina di Carlotta Perché accogli, o sventurata
- N. 4 - Duetto fra Carlotta e Giorgio Mio signore, un tal discorso
- N. 5 - Cavatina di Paolina Conosco il mio difetto
- N. 6 - Aria di Ambrogio Il padrone è innamorato (Ambrogio, Giorgio)
- N. 7 - Quintetto Ingiusto il cor mi laceri (Carlotta, Verter, Giorgio, Alberto, Ambrogio)
- N. 8 - Aria di Alberto Dolce, sincero, onesto
- N. 9 - Finale I Dov'è mai quell'uom crudele (Carlotta, Giorgio, Ambrogio, Alberto, Verter, Paolina)

### Atto II
- N. 10 - Duetto fra Ambrogio e Giorgio Mentre Francesco faceva il brodo
- N. 11 - Terzetto fra Verter, Alberto ed Ambrogio Sospendete il fatal colpo
- N. 12 - Aria di Carlotta Sposo, figli, amati oggetti (Carlotta, Paolina, Alberto, Giorgio)
- N. 13 - Aria di Verter Oggetto puro e tenero
- N. 14 - Duetto fra Verter e Giorgio Scrivi; non v'è rimedio
- N. 15 - Finale II No: non voglio farlo io solo (Verter, Giorgio, Alberto, Carlotta, Paolina, Ambrogio)